# Андрейченко, Наталья Эдуардовна
Ната́лья Эдуа́рдовна Андре́йченко (род. 3 мая 1956, Москва, СССР) — советская и российская киноактриса, певица и телеведущая, заслуженная артистка РСФСР (1984), лауреат премии Ленинского комсомола (1984).
Наиболее известна по ролям в фильмах «Сибириада» (1978), «Военно-полевой роман» (1983) и «Мэри Поппинс, до свидания» (1983).

## Биография
Наталья Андрейченко родилась 3 мая 1956 года в Москве в семье инженера Эдуарда Станиславовича Андрейченко и работавшей инспектором в Министерстве просвещения Лидии Васильевны Соколовой (умерла в 2021 году). Отец — участник Великой Отечественной войны. В детстве занималась фигурным катанием и балетом, а также училась в музыкальной школе (современная Детская школа искусств города Долгопрудного на улице Спортивной, дом 2). Семья жила в городе Долгопрудном, так как Эдуард Станиславович Андрейченко работал на Долгопрудненском машиностроительном заводе и получил квартиру в этом городе.
После неудачной попытки поступить в Высшее театральное училище им. М. С. Щепкина в 1973 году поступила во ВГИК, где училась в мастерской Сергея Бондарчука и Ирины Скобцевой.
Дебютировала в кино в 1975 году, на втором курсе, в фильмах «От зари до зари» и «Колыбельная для мужчин».
Первый крупный актёрский успех — роль в киноэпопее «Сибириада», вышедшей на экраны в 1979 году. Фильм был отмечен специальным призом жюри на кинофестивале в Каннах, но наибольший успех у зрителей вызвали две роли Андрейченко: Мэри Поппинс в телевизионном фильме Леонида Квинихидзе «Мэри Поппинс, до свидания!» и Любы Антиповой в мелодраме «Военно-полевой роман».
За роль в фильме «Прости» она была названа лучшей актрисой года читателями журнала «Советский экран», а за роль Катерины Измайловой в фильме «Леди Макбет Мценского уезда» была номинирована на кинопремию «Ника» в категории «лучшая женская роль».
В 1991 году уехала в США к мужу, Максимилиану Шеллу.
В 1996 году совместно с группой Natasha & GooSee записала альбом «MOST», где выступила в роли вокалистки.
В 1999 году вернулась в Россию.
В 2010 году стала одним из членов жюри украинского шоу талантов «Украина слезам не верит».
В 2011 году совместно с Дмитрием Нагиевым вела реалити-шоу «Мама в законе» на телеканале «Перец».

## Общественная позиция
В 2024 году написала открытое письмо Владимиру Путину с положительной оценкой его политической деятельности.

## Личная жизнь
- Первый муж — Максим Дунаевский (род. 15 января 1945), российский композитор.
  - Сын — Дмитрий Шелл (род. 25 ноября 1982)[6], работает в швейцарском банке; сын Максима Дунаевского, взял фамилию отчима[7].
- Второй муж (1986—2005) — Максимилиан Шелл (1930—2014), австрийско-швейцарский актёр и кинорежиссёр.
  - Дочь — Настасья Шелл (род. 1989)[8].

После развода в 2005 году вернулась в Россию. С 2012 года проживает преимущественно в Мексике.
Является вегетарианкой, практикует сыроедение, занимается йогой.

## Награды и достижения
- заслуженная артистка РСФСР (1984)
- премия Ленинского комсомола (1984) — за высокое исполнительское мастерство в фильмах последних лет.
- приз на Международном фестивале в Вальядолиде (Испания) (1984) — за лучшее исполнение женской роли.
- лучшая актриса года по результатам опроса журнала «Советский экран» (1987).

## Фильмография
- 1976 — Степанова памятка — Танюша
- 1976 — Колыбельная для мужчин — Валя Крылова
- 1977 — Долги наши — Верка
- 1977 — Степь — девка на снопах
- 1978 — Уходя — уходи — Люба
- 1978 — Сибириада — Анастасия Соломина
- 1979 — Жнецы — Мария
- 1979 — Торговка и поэт — Ольга
- 1979 — Прилетал марсианин в осеннюю ночь — Валькирия Николаевна
- 1980 — Коней на переправе не меняют — Алла
- 1980 — Дамы приглашают кавалеров — Раиса, подруга Ани
- 1980 — Свадебная ночь — Маша
- 1980 — Мужество — Тоня, комсомолка-строитель
- 1982 — Людмила — Зина
- 1982 — Человек, который закрыл город — Нина Александровна Лазарева, директор пансионата, любовница Рогова
- 1982 — Инспектор Лосев — Варвара Алексеевна Глотова, экспедитор трикотажной фабрики
- 1982 — Нам здесь жить — Арина
- 1983 — Военно-полевой роман — Любовь Ивановна Антипова, продавщица пирожков
- 1983 — Мэри Поппинс, до свидания — Мэри Поппинс
- 1983 — Двое под одним зонтом — Людмила (озвучила Инга Третьякова)
- 1985 — Марица — Марица
- 1986 — Прости — Марья Сергеевна, сотрудница института гриппа
- 1986 — Пётр Великий — Евдокия Лопухина
- 1987 — Под знаком Красного Креста — Нина Ивановна Малышева, патронажная сестра
- 1989 — Леди Макбет Мценского уезда — Катерина Измайлова
- 1993 — Свечи во тьме (США—Эстония) — Марта Веллисте
- 1994 — Маленькая Одесса — Наташа
- 1995 — Аврора: Операция «Перехват» — Франческа Заборцин
- 1998 — Нежить — Пантия, вампир[12]
- 1999 — 8 ½ $ — Ксения Потехина (озвучила Рената Литвинова)
- 2001 — Формула счастья
- 2001 — Подари мне лунный свет — Ирина Михайловна Куприянова
- 2002 — О’кей — Эля
- 2004 — Грехи отцов — Мария Андросова
- 2005 — Моя большая армянская свадьба — Ирина, мать Лены
- 2006 — Тихий Дон — Дарья (съёмки проходили в 1994 году)
- 2008 — Очень русский детектив — Снежана, мать-настоятельница
- 2008 — Жизнь взаймы — Людмила Адамова
- 2009 — На крыше мира — Елена Наумова, прима театра
- 2022 — Наследники (сериал)

## Документальные фильмы и телепередачи
- «Наталья Андрейченко. „Остановите Андрейченко“» («ТВ Центр», 2010)[13]
- «Мисс совершенство Наталья Андрейченко» («Мир», 2021)[14].